# Allurus lituratus
Allurus lituratus är en stekelart som först beskrevs av Alexander Henry Haliday 1835.  Allurus lituratus ingår i släktet Allurus och familjen bracksteklar. Arten är reproducerande i Sverige. Inga underarter finns listade i Catalogue of Life.